# Oospila marginata
Oospila marginata là một loài bướm đêm trong họ Geometridae.